# عمر أبو ليلى
عمر أمين يوسف أبو ليلى (وُلد في 13 مايو 2000 في نابلس – تُوفي في 19 مارس 2019 في عبوين) شاب فلسطيني طارده الجيش الإسرائيلي بسبب اتهامه بتنفيذ عملية سلفيت المزدوجة عام 2019 والتي نتج عنها مقتل مستوطنين اثنين وإصابة آخرين بجروح قرب سلفيت شمال الضفّة الغربيّة في 17 مارس 2019. استمرت فترة مطاردته نحو 3 أيام حتى اشتباكه مع قوات إسرائيليّة خاصّة في قرية عبوين شمال محافظة رام الله والبيرة في 19 مارس 2019 مما أدّى إلى استشهاده.

## نشأته
وُلِد أبو ليلى في مدينة نابلس لأسرة من بلدة الزاوية غرب محافظة سلفيت عام 2000. تلقّى تعليمه المدرسي في البلدة، حيث حصل على شهادة الثانوية العامة عام 2018. التحق بجامعة القدس المفتوحة.

## اغتياله
أعلنت إسرائيل عن قتلها أبو ليلى داخل منزل قديم غير مأهول تحصن به في قرية عبوين شمال محافظة رام الله والبيرة، كما احتجزت الجثمان. قال مالك المنزل القديم أنه عثر على آثار دماء بسيطة لا تُوحي بوجود شهيد في الموقع رغم كثافة النيران واستخدام القذائف.
هدمت القوّات الإسرائيليّة منزل عائلة أبو ليلى في بلدة الزاوية فجر يوم 24 أبريل 2019.

## معرض صور

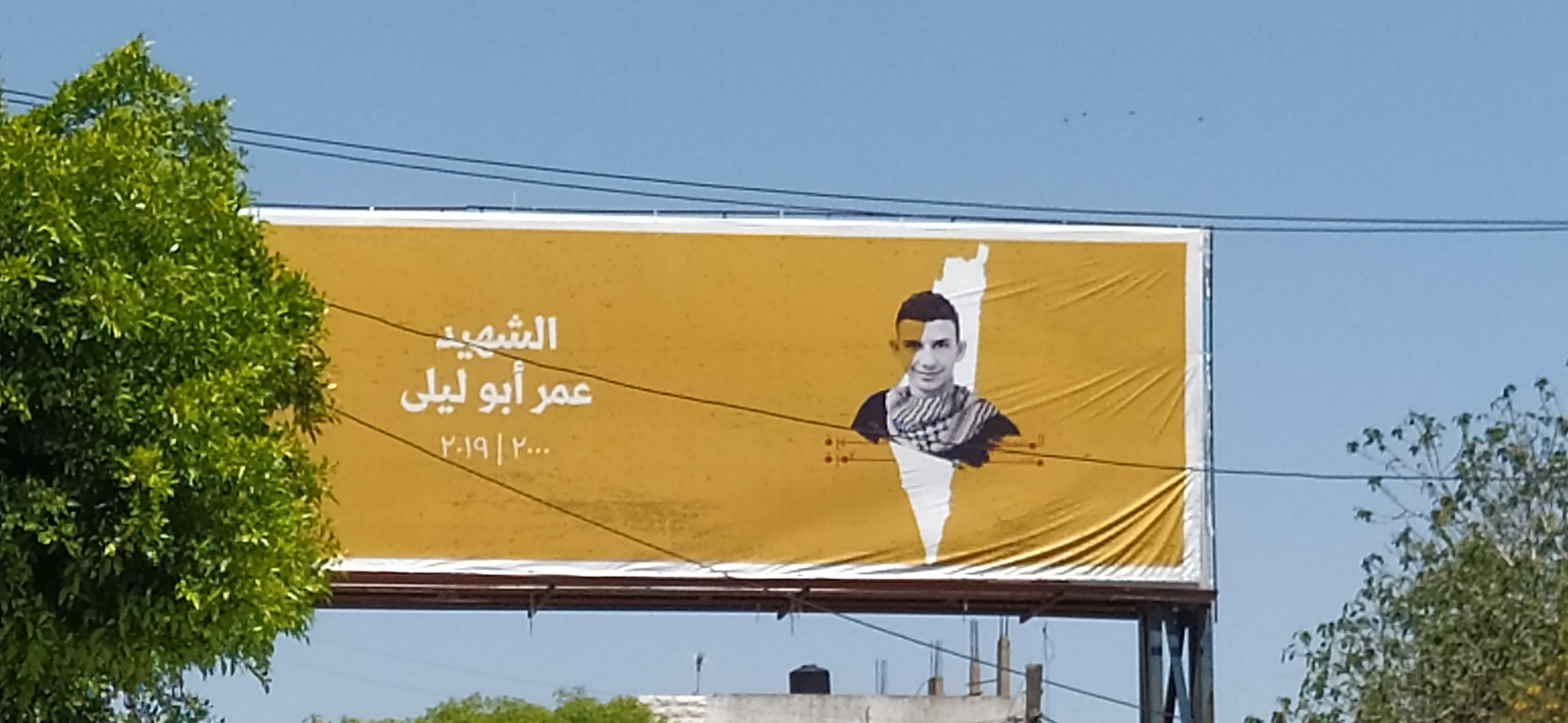
لافتة وسط مدينة سلفيت تحمل صورة عمر أبو ليلى